# Milan Kundera
Milan Kundera (Brno, 1 april 1929 – Parijs, 11 juli 2023) was een Tsjechisch schrijver die in 1975 verhuisde naar Frankrijk. Hij was daar tevens docent vergelijkende literatuurwetenschap aan de Universiteit van Rennes.

## Werk
In zijn werk was Kundera humoristisch, cynisch met een wat melancholische ondertoon. Hij schreef veel over de situatie in zijn geboorteland sinds het communisme. Hij verbond daarbij de persoonlijke geschiedenissen met filosofische thema's, zonder te beleren. Hoewel hij uitdrukking gaf aan een Tsjechische traditie van emotionele verdieping schreef hij sinds 1989 in het Frans.
Zijn eerste roman 'De Grap' toont zijn cynische humor. De roman 'Onsterfelijkheid' is er een waarbij zowel de compositie als de inhoud kenmerkend is voor al zijn werk. Het wisselende standpunt van de personagebeschrijvingen verdiept de lezer in de psyche van de individuen én laat een beschouwing op afstand toe. Deze beschouwing wordt dan tussen de regels gevoed door Kundera's bespiegelingen. Je zou hem een existentialist kunnen noemen zonder hoop; sommigen noemen hem een postmodernist maar ook een optimist.
Een van Kundera's bekendste werken is De ondraaglijke lichtheid van het bestaan; een filosofische roman die zich afspeelt in de hoofden van vier hoofdrollen met verschillende achtergronden en denkbeelden, die hun bestaan op hun eigen manier inrichten. Vanuit diverse perspectieven worden zaken als toeval en voorbestemming, politiek, kunst, liefde, seks, kitsch en natuurlijk de lichtheid van het bestaan behandeld. Het boek werd onder de titel The Unbearable Lightness of Being verfilmd.

## Affaire Dvořáček
In oktober 2008 vestigde de historicus Adam Hradilek in het Tsjechische weekblad Respekt de aandacht op een document uit de archieven van de geheime politie, dat leek aan te tonen dat de 20-jarige Kundera in 1950 een 22-jarige anticommunistische activist, Miroslav Dvořáček, bij de politie aangaf. Dvořáček werd veroordeeld tot 22 jaar gevangenisstraf, waarvan hij er 14 daadwerkelijk uitzat, voor een deel in de uraniummijnen. Meerdere historici onderschreven de authenticiteit van het politierapport. Kundera evenwel heeft altijd ontkend. Opvallend is in elk geval dat in de aangifte zowel het nummer van Kundera's identiteitskaart als zijn handtekening ontbreekt. Volgens een getuige uit de jaren 50, Zdeněk Pešat, heeft niet Kundera maar diens studiegenoot Ivan Dlask de aangifte gedaan, uit persoonlijke wraakmotieven.

## Taal
Kundera schreef aanvankelijk in het Tsjechisch, om vanaf de jaren 90 over te schakelen op het Frans. Al vanaf 1973 - nog vóór zijn emigratie - kwam zijn werk eerst in Franse vertaling uit. In 1979 stelde hij tot zijn ontzetting vast, nadat Alain Finkielkraut hem in een interview had gevraagd waarom zijn vroegere werk zoveel barokker was, dat de vertalers in feite een herschrijving hadden geproduceerd. Kundera nam daarom de 'sisyfeske' taak op zich alle vertalingen persoonlijk te herzien (aanvankelijk met Claude Courtot), waarna hij ze definitief verklaarde.

## Overlijden
Kundera overleed op 11 juli 2023 op 94-jarige leeftijd in Parijs.